# حسين بن ناصر
حسين بن ناصر (وُلد عام 2 فبراير 1906 في الطائف تُوفي 1 مايو 1982)، سياسي أردني، شغل منصب رئيس الوزراء من عام 1963 إلى عام 1964، ومرة أخرى في عام 1967. عمل سابقًا سفيراً للأردن في إسبانيا وتركيا.

## حياته
تلقى علومه في مدارس الحجاز على يد علماء ومعلمي تلك الفترة، لينتقل إلى إسطنبول رفقة والده الذي كان عضواً بمجلس الأعيان العثماني، فأكمل دراسته هناك في المعاهد والمدارس العلمية وأتقن اللغات الغربية كالفرنسية والإسبانية والإنجليزية إضافة إلى التركية، غادرها إلى العراق في 1924 بسبب المضايقات التي تعرض لها هناك بسبب الثورة العربية الكبرى فشغل العديد من المناصب، حيث تنقل بين 1929 و1948 في المناصب الإدارية في الحكومة العراقية وفي القصر الملكي في العراق كاتباً في الديوان الملكي العراقي في بغداد خلال الفترة من عام 1929 إلى عام 1935 وبفضل خبراته ترقى إلى منصب مساعد رئيس التشريفات الملكية العراقية بين أعوام 1938-1942، ثم مساعداً لرئيس الديوان الملكي العراقي بين عامي 1942 وحتى 1944، بعدها عُيِّن رئيساً لديوان النيابة العامة العراقية، حيث استمر عمله في منصبه هذا حتى عام 1946 حيث أصبح قنصلاً عاماً للعراق في مدينة القدس، ومثل الحكومة العراقية في هذه المدينة واستمر في منصبه حتى عام 1948.
وفي 1949 انتقل إلى الأردن فعمل في سلك الخارجية وزيراً مفوضاً وسفيراً في تركيا وفرنسا وإسبانيا حتى 1961، عمل على توطيد العلاقات الأردنية مع هذه الدول، فعُيِّن رئيسأ للديوان الملكي الهاشمي، وما بين 1962 و1963 وزيراً للبلاط، ليصبح بعدها من 21 أبريل 1963 إلى 6 يوليو 1964 رئيساً للوزراء وفي نفس الوقت وزيراً للداخلية والخارجية والداخلية، وأصبح بعد ذلك في 1964 رئيساً للديوان الملكي، ليعيد انتخابه مجدداً رئيساً للوزراء في 4 مارس 1967 إلى غاية 7 أكتوبر 1967 ووزيرأ للبلاط خلال نفس السنة، ثم رئيساً للديوان الملكي للمرة الثالثة عام 1969، وهو عضو بمجلس الأعيان ثلاث مرات الأولى من 1 نوفمبر 1963 إلى 7 يوليو 1964، والثانية من 17 يونيو 1969 إلى 31 أكتوبر 1971، والثالثة في 1 نوفمبر 1971.
نال الشريف حسين بن ناصر خلال مشواره عدداً كبيراً من الأوسمة المحلية والعالمية منها: أوسمة أردنية من الدرجة الأولى كوسام الكوكب والنهضة والاستقلال وذكرى الاستقلال والنهضة المرصع، ووسام الأرز اللبناني، والرافدين العراقي، وهمايون الإيراني، ووسام بولوني، والمحمدي المغربي، والاستحقاق الإسباني والإيطالي، ووسام النجم الساطع الصيني. توفي عام 1982 في عمان ودفن في المقابر الملكية الأردنية.

## حياته الخاصة
تزوج الشريف حسين بن ناصر من الأميرة مقبولة إبن الملك عبد الله الأول بن الحسين (مؤسس المملكة الأردنية الهاشمية وأول ملوكها) وأنجب منها:
- زيد بن حسين (توفي في 4 يوليو 2014).[5][6]